# João Neves da Fontoura

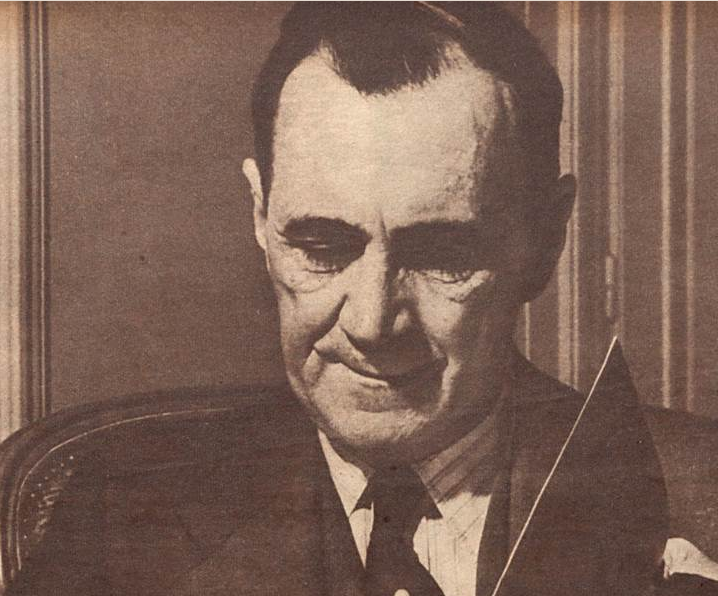
João Neves da Fontoura, 1946.

João Neves da Fontoura (* 16. November 1887 in Cachoeira do Sul; † 31. März 1963 in Rio de Janeiro) war ein brasilianischer Anwalt, Diplomat, Politiker und Autor.

## Leben
Neves da Fontoura war von 1943 bis 1945 Botschafter in Portugal. In den Regierungen von Getúlio Vargas und Eurico Gaspar Dutra war er Außenminister seines Landes.
Er war Mitglied der Academia Brasileira de Letras und korrespondierendes Mitglied der Academia das Ciências de Lisboa.

## Ehrungen

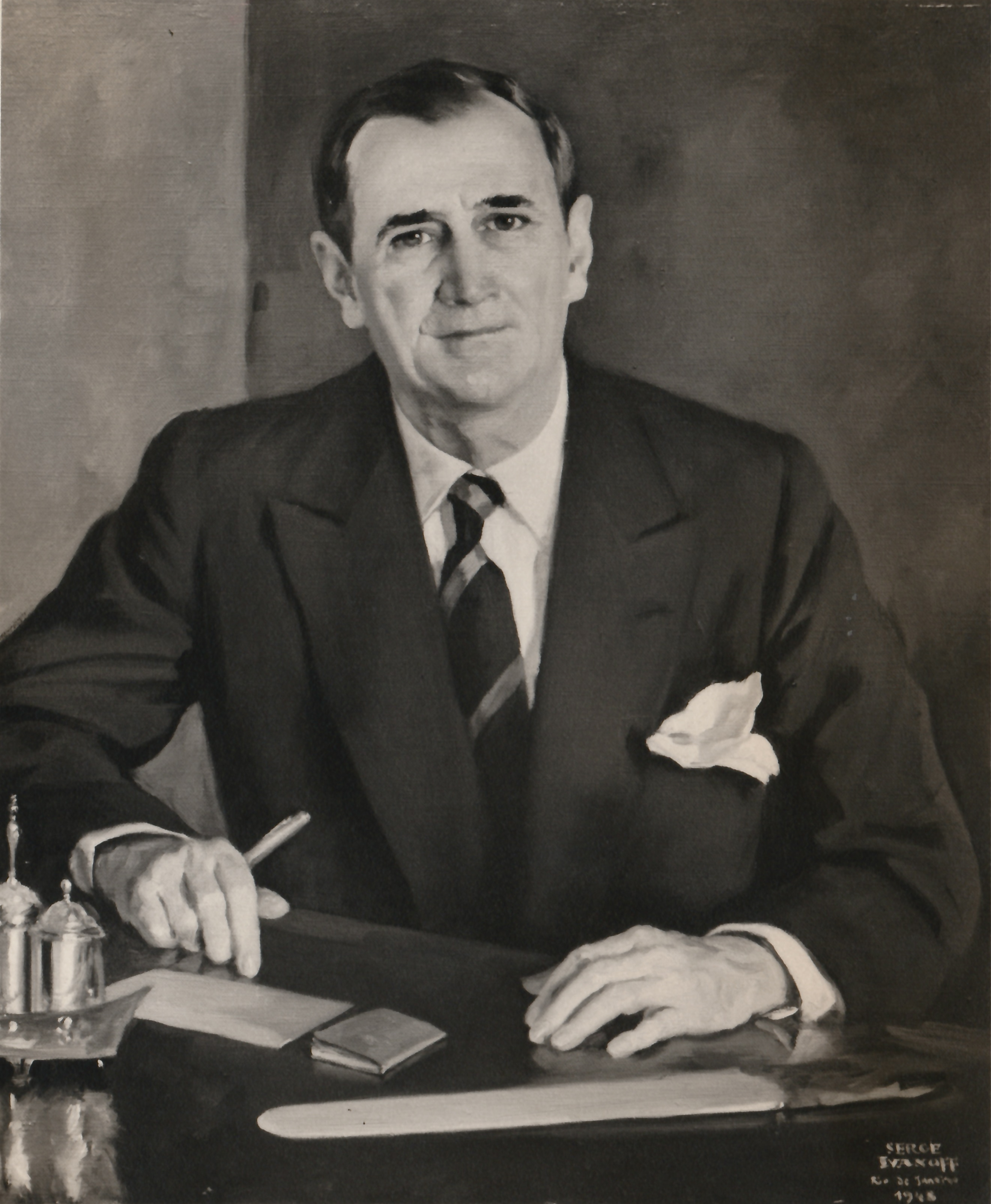
Portrait of Joâo Neves De Fontura, Rio de Janeiro 1948

- Ehrendoktor der Columbia University
- Ordem do Congresso Nacional
- 1953: Großkreuz des Verdienstordens der Bundesrepublik Deutschland

## Schriften
- O segredo profissional, 1909.
- A jornada liberal, 1931.
- Por São Paulo e pelo Brasil, 2 Bände, 1932.
- Acuso, 1933.
- A voz das oposições brasileiras, 1935.
- Elogio de Coelho Neto, 1937.
- Dois perfis. Silveira Martins e Coelho Neto, 1938.
- Pareceres jurídicos, 2 Bände, 1942.
- Três orações acadêmicas, 1944.
- Orações dispersas, 1944.
- Palavras aos portugueses, 1945.
- Rui Barbosa, orador, 1949.
- Poeira das palavras, 1953.
- Discurso de resposta a Álvaro Lins na Academia Brasileira de Letras, 1956.
- Estampas literárias, 1956.
- Memórias. Band 1, Borges de Medeiros e seu tempo, 1958.
- Memórias. Band 2, A Aliança Liberal e a Revolução de 30, 1963.